# Bedotia longianalis
Bedotia longianalis är en fiskart som beskrevs av Pellegrin, 1914. Bedotia longianalis ingår i släktet Bedotia och familjen Bedotiidae. IUCN kategoriserar arten globalt som livskraftig. Inga underarter finns listade.